# Eva Kienholz
Eva Kienholz (* 13. September 1987 in Heidelberg) ist eine deutsche Journalistin und Autorin.

## Leben
Nach einem Studium der Germanistik, Geschichte und Deutschen Literatur in Mannheim und Berlin arbeitete Eva Kienholz zunächst in Redaktionen, Verlagen und einer Werbeagentur und ist heute als freie Journalistin, insbesondere im Bereich Reportage, tätig. Sie schreibt über gesellschaftliche und politische Themen, u. a. für die Wochenzeitung Der Freitag oder das Dummy-Magazin.
2020 erschienen ihre ersten Bücher. Im Juni veröffentlichte Kienholz die Fußballfibel zu Borussia Dortmund im Culturcon Verlag. Darin beschreibt sie anhand persönlicher Anekdoten, was es damals wie heute bedeutet, Fan zu sein. Im September 2020 folgte im Verlag Das Neue Berlin der Eulenspiegel Verlagsgruppe das politische Buch Ihr Kampf. Wie Höcke & Co. die AfD radikalisieren. Da sich Eva Kienholz seit mehreren Jahren intensiv mit der AfD und der Neuen Rechten beschäftigt, speist sich das Buch auch aus ihren Reportagen, die sie zu diesem Thema veröffentlicht hat, wie etwa die Undercover-Reportage eines „Flügel“-Festes in Binz oder die Reportage über ein Sommerfest der Identitären Bewegung in Halle, das nur wenige Monate vor der Auflösung ihres dortigen Hausprojektes stattfand.

## Werke
- mit Nik Afanasjew: Borussia Dortmund. Fußballfibel. Culturcon Medien, Berlin 2020, ISBN 978-3-7308-1619-6.
- Ihr Kampf. Wie Höcke & Co. die AfD radikalisieren. Das Neue Berlin, Berlin 2020, ISBN 978-3-360-50172-1.
- Eine kurze Geschichte der AfD. Von der Eurokritik zum Remigrationsskandal. Rowohlt Verlag, Hamburg 2024, ISBN 978-3-498-00734-8.